# Alhama de Aragón
Alhama de Aragón – gmina w Hiszpanii, w prowincji Saragossa, w Aragonii, o powierzchni 31,14 km². W 2011 roku gmina liczyła 1124 mieszkańców.
W miejscowości znajduje się stacja kolejowa Alhama de Aragón.